# Almazán
Almazán er en by i det centrale Spanien og hovedstad i provinsen Soria. Den har et indbyggertal på 5.727 (2006).